# Attentats de Riyad
Les attentats de Riyad consistent en une série d'attentats à la bombe visant en majorité des bâtiments abritant des expatriés, notamment américains, qui ont eu lieu en mai 2003.
La capitale de l'Arabie saoudite a ainsi été la proie à une attaque meurtrière qui a causé plusieurs morts et blessé une soixantaine de personnes par l'explosion d'une série de bombes explosant en divers endroits de la capitale.
Certains savants musulmans ont condamné cet attentat et tous les autres attentats criminels perpétrés au nom de l'Islam.